# UVERworld
UVERworld ist eine japanische Rockband aus Kusatsu (Shiga) und wurde im Jahr 2004 gegründet. UVERworld besteht aus sechs Mitgliedern: Takuya (Gesang), Katsuya (Gitarre), Akira (Gitarre), Nobuto (Bass), Shintarō (Schlagzeug) und Seika (Saxophon). Die Band hat elf Alben und über 30 Singles veröffentlicht (Stand: Dezember 2021).

## Biografie
UVERworld wurde im Jahre 2004 gegründet.
Mit ihrer ersten Single "DtecnoLife" landeten sie auf dem 4. Platz der "Oricon Top Hits Charts". Mit ihrer zweiten Single "CHANCE!" kamen sie ebenfalls in die Oricon-Charts (auf Platz 5). Im Jahre 2006 brachten sie dann ihre dritte Single "Just melody" raus und veröffentlichten im Februar 2006 ihr erstes Album "Timeless". Viele Lieder der Band finden sich als Openings in Animes wieder. So wird "DtecnoLife" als zweites Opening für den japanischen Anime Bleach benutzt. "Hakanaku mo Towa no Kanashi" ist das Opening von Gundam 00 Staffel 2. und "Core Pride" für den Anime Ao no Exorcist. Außerdem wird "Gekidou" als viertes Opening für D.Gray-man benutzt. "ODD FUTURE" ist das erste Opening von My Hero Academia Staffel 3. Ebenfalls wird im Anime The Promised Neverland ihr Song "Touch Off" verwendet.

## Mitglieder
- Takuya (Gesang)
- Katsuya (Gitarre)
- Akira (Gitarre)
- Nobuto (Bass)
- Shintarō (Schlagzeug)
- Seika (Saxophon)

## Diskografie

### Studioalben
| Jahr | Titel                      | Höchstplatzierung, Gesamtwochen, AuszeichnungChartsChartplatzierungen (Jahr, Titel, Platzierungen, Wochen, Auszeichnungen, Anmerkungen) | Anmerkungen                             |
| Jahr | Titel                      | JP | Anmerkungen                             |
| ---- | -------------------------- | --- | --------------------------------------- |
| 2006 | Timeless                   | JP5 Gold · (33 Wo.)JP | Erstveröffentlichung: 15. Februar 2006  |
| 2006 | Timeless (Special Edition) | JP32 (8 Wo.)JP | Erstveröffentlichung: 22. November 2006 |
| 2007 | Bugright                   | JP2 Gold · (38 Wo.)JP | Erstveröffentlichung: 21. Februar 2007  |
| 2008 | Proglution                 | JP3 Gold · (15 Wo.)JP | Erstveröffentlichung: 16. Januar 2008   |
| 2009 | AwakEVE                    | JP2 Gold · (15 Wo.)JP | Erstveröffentlichung: 18. Februar 2009  |
| 2010 | Last                       | JP2 Gold · (14 Wo.)JP | Erstveröffentlichung: 14. April 2010    |
| 2011 | Life 6 Sense               | JP2 Gold · (16 Wo.)JP | Erstveröffentlichung: 1. Juni 2011      |
| 2012 | The One                    | JP4 Gold · (16 Wo.)JP | Erstveröffentlichung: 28. November 2012 |
| 2014 | Ø Choir                    | JP2 Gold · (17 Wo.)JP | Erstveröffentlichung: 2. Juli 2014      |
| 2017 | Tycoon                     | JP2 Gold · (23 Wo.)JP | Erstveröffentlichung: 2. August 2017    |
| 2019 | Unser                      | JP1 Gold · (16 Wo.)JP | Erstveröffentlichung: 4. Dezember 2019  |
| 2021 | 30                         | JP2 (10 Wo.)JP | Erstveröffentlichung: 22. Dezember 2021 |
| 2022 | Instrumentals-∞            | JP13 (3 Wo.)JP | Erstveröffentlichung: 20. Juli 2022     |
| 2023 | Enigmasis                  | JP2 (9 Wo.)JP | Erstveröffentlichung: 19. Juli 2023     |

### Kompilationen
| Jahr | Titel          | Höchstplatzierung, Gesamtwochen, AuszeichnungChartsChartplatzierungen (Jahr, Titel, Platzierungen, Wochen, Auszeichnungen, Anmerkungen) | Anmerkungen                            |
| Jahr | Titel          | JP | Anmerkungen                            |
| ---- | -------------- | --- | -------------------------------------- |
| 2009 | Neo Sound Best | JP3 Platin · (30 Wo.)JP | Erstveröffentlichung: 9. Dezember 2009 |
| 2018 | All Time Best  | JP2 Gold · (24 Wo.)JP | Erstveröffentlichung: 17. August 2018  |

### Singles
| Jahr | Titel Album                                                                                      | Höchstplatzierung, Gesamtwochen, AuszeichnungChartsChartplatzierungen (Jahr, Titel, Album, Platzierungen, Wochen, Auszeichnungen, Anmerkungen) | Anmerkungen                                                   |
| Jahr | Titel Album                                                                                      | JP | Anmerkungen                                                   |
| ---- | ------------------------------------------------------------------------------------------------ | --- | ------------------------------------------------------------- |
| 2005 | D-TecnoLife Timeless                                                                             | JP4 Gold + Platin (Mobile Downloads) · (31 Wo.)JP                                                                                              | Erstveröffentlichung: 6. Juli 2005                            |
| 2005 | Chance! Timeless                                                                                 | JP5 Gold (Mobile Downloads) · (15 Wo.)JP | Erstveröffentlichung: 26. Oktober 2005                        |
| 2006 | Just Melody Timeless                                                                             | JP17 (5 Wo.)JP | Erstveröffentlichung: 25. Januar 2006                         |
| 2006 | Colors of the Heart Bugright                                                                     | JP3 Gold + Platin (Digital) · (15 Wo.)JP | Erstveröffentlichung: 17. Mai 2006                            |
| 2006 | Shamrock Bugright                                                                                | JP6 Gold + Platin (Mobile Downloads) · (12 Wo.)JP                                                                                              | Erstveröffentlichung: 2. August 2006 · + JP: Gold (Streaming) |
| 2006 | Kimi no Suki na Uta (君の好きなうた) Bugright                                                    | JP2 ×2Gold + Doppelplatin (Digital) · (12 Wo.)JP                                                                                               | Erstveröffentlichung: 15. November 2006                       |
| 2007 | Endscape Proglution                                                                              | JP4 Gold + Gold (Mobile Downloads) · (12 Wo.)JP                                                                                                | Erstveröffentlichung: 30. Mai 2007                            |
| 2007 | Shaka beach (シャカビーチ〜) ~Laka Laka La~ Proglution                                           | JP2 Gold (Digital) · (7 Wo.)JP | Erstveröffentlichung: 8. August 2007                          |
| 2007 | Ukiyo Crossing (浮世Crossing) Proglution                                                         | JP3 Gold + Platin (Digital) · (12 Wo.)JP | Erstveröffentlichung: 14. November 2007                       |
| 2008 | Gekidō / Just Break the Limit! (激動 / Just break the limit!) AwakEVE                            | JP3 Gold + Platin (Digital) · (14 Wo.)JP | Erstveröffentlichung: 11. Juni 2008                           |
| 2008 | Koishikute (恋いしくて) AwakEVE                                                                  | JP3 Gold (Mobile Downloads) · (9 Wo.)JP | Erstveröffentlichung: 10. September 2008                      |
| 2008 | Hakanaku mo Towa no Kanashi (儚くも永久のカナシ) AwakEVE                                         | JP1 ×2Gold + Doppelplatin (Digital) · (15 Wo.)JP                                                                                               | Erstveröffentlichung: 19. November 2008                       |
| 2009 | Go-On Last                                                                                       | JP2 (12 Wo.)JP | Erstveröffentlichung: 5. August 2009                          |
| 2009 | Kanashimi wa Kitto (哀しみはきっと) Last                                                         | JP2 Gold (Mobile Downloads) · (9 Wo.)JP | Erstveröffentlichung: 28. Oktober 2009                        |
| 2010 | Gold Last                                                                                        | JP2 Gold (Digital) · (6 Wo.)JP | Erstveröffentlichung: 31. März 2010                           |
| 2010 | Qualia (クオリア) Life 6 Sense                                                                   | JP2 Gold + Gold (Mobile Downloads) · (16 Wo.)JP                                                                                                | Erstveröffentlichung: 15. September 2010                      |
| 2010 | No.1 Life 6 Sense                                                                                | JP4 (9 Wo.)JP | Erstveröffentlichung: 24. November 2010                       |
| 2011 | Mondo Piece Life 6 Sense                                                                         | JP4 (9 Wo.)JP | Erstveröffentlichung: 6. April 2011                           |
| 2011 | Core Pride Life 6 Sense                                                                          | JP5 Gold + Platin (Digital) · (15 Wo.)JP | Erstveröffentlichung: 11. Mai 2011                            |
| 2011 | Baby Born & Go / Kinjito The One                                                                 | JP2 (9 Wo.)JP | Erstveröffentlichung: 14. Dezember 2011                       |
| 2012 | 7th Trigger The One                                                                              | JP2 (10 Wo.)JP | Erstveröffentlichung: 28. März 2012                           |
| 2012 | The Over The One                                                                                 | JP2 Gold (Digital) · (9 Wo.)JP | Erstveröffentlichung: 29. August 2012                         |
| 2012 | Reversi The One                                                                                  | JP2 Gold (Digital) · (8 Wo.)JP | Erstveröffentlichung: 26. Dezember 2012                       |
| 2013 | Fight for Liberty / Wizard Club Ø Choir                                                          | JP3 Gold + Gold (Digital) · (17 Wo.)JP | Erstveröffentlichung: 14. August 2013                         |
| 2013 | Nano-second (ナノ・セカンド) Ø Choir                                                             | JP2 (10 Wo.)JP | Erstveröffentlichung: 18. Dezember 2013                       |
| 2014 | Nanokame no Ketsui (7日目の決意) Ø Choir                                                         | JP2 (5 Wo.)JP | Erstveröffentlichung: 18. Juni 2014                           |
| 2015 | Boku no Kotoba de wa nai Kore wa Bokutachi no Kotoba (僕の言葉ではない これは僕達の言葉?) Tycoon | JP3 Gold (Digital) · (16 Wo.)JP | Erstveröffentlichung: 27. Mai 2015                            |
| 2015 | I Love the World Tycoon                                                                          | JP2 (9 Wo.)JP | Erstveröffentlichung: 26. August 2015                         |
| 2016 | We are Go / All Alone Tycoon                                                                     | JP4 (9 Wo.)JP | Erstveröffentlichung: 27. Juli 2016                           |
| 2017 | Itteki No Eikyou (一滴の影響) Tycoon                                                             | JP2 Gold (Digital) · (15 Wo.)JP | Erstveröffentlichung: 1. Februar 2017                         |
| 2017 | Decided Tycoon                                                                                   | JP2 Gold (Digital) · (7 Wo.)JP | Erstveröffentlichung: 12. Juli 2017                           |
| 2018 | Odd Future Unser                                                                                 | JP3 (16 Wo.)JP | Erstveröffentlichung: 2. Mai 2018                             |
| 2018 | Good and Evil / Eden e (Good and Evil / Edenへ) Unser                                            | JP2 (12 Wo.)JP | Erstveröffentlichung: 7. November 2018                        |
| 2019 | Touch Off Unser                                                                                  | JP3 Gold (Streaming) · (11 Wo.)JP | Erstveröffentlichung: 27. Februar 2019                        |
| 2019 | Rob the Frontier Unser                                                                           | JP4 (11 Wo.)JP | Erstveröffentlichung: 16. Oktober 2019                        |
| 2020 | As One 30                                                                                        | JP4 (12 Wo.)JP | Erstveröffentlichung: 4. März 2020                            |
| 2021 | Hourglass 30                                                                                     | JP3 (12 Wo.)JP | Erstveröffentlichung: 10. März 2021                           |
| 2021 | Namely 30                                                                                        | JP4 (10 Wo.)JP | Erstveröffentlichung: 2. Juni 2021                            |
| 2021 | Raichoue / Soul (来鳥江/Soul) 30                                                                 | JP3 (9 Wo.)JP | Erstveröffentlichung: 1. September 2021                       |
| 2021 | Avalanche 30                                                                                     | JP6 (7 Wo.)JP | Erstveröffentlichung: 24. November 2021                       |
| 2022 | Pygmalion (ピグマリオン) –                                                                       | JP6 (6 Wo.)JP | Erstveröffentlichung: 17. August 2022                         |

### Videoalben
| Jahr | Titel                                                                                                | Höchstplatzierung, Gesamtwochen, AuszeichnungChartsChartplatzierungen (Jahr, Titel, Platzierungen, Wochen, Auszeichnungen, Anmerkungen) | Anmerkungen                              |
| Jahr | Titel                                                                                                | JP | Anmerkungen                              |
| ---- | --- | --- | ---------------------------------------- |
| 2006 | Live at Shibuya-AX from Timeless Tour 2006                                                           | JP34 (6 Wo.)JP | Erstveröffentlichung: 20. Dezember 2006  |
| 2008 | Proglution Tour 2008 Live at NHK Hall                                                                | JP1 (16 Wo.)JP | Erstveröffentlichung: 1. Oktober 2008    |
| 2009 | Uverworld 2008 Premium Live at Nippon Budokan                                                        | JP2 (15 Wo.)JP | Erstveröffentlichung: 29. April 2009     |
| 2009 | Awakeve Tour ’09’                                                                                    | JP7 (9 Wo.)JP | Erstveröffentlichung: 30. September 2009 |
| 2010 | Uverworld Video Complete: Act.1 First 5 Years                                                        | JP1 (9 Wo.)JP | Erstveröffentlichung: 7. Juli 2010       |
| 2011 | Last Tour Final at Tokyo Dome 2010/11/27                                                             | JP1 (10 Wo.)JP | Erstveröffentlichung: 6. Juli 2011       |
| 2012 | Uverworld 2011 Premium Live on Xmas                                                                  | JP1 (15 Wo.)JP | Erstveröffentlichung: 4. April 2012      |
| 2013 | Uverworld Yokohama Arena 2012.07.08                                                                  | JP3 (14 Wo.)JP | Erstveröffentlichung: 30. Januar 2013    |
| 2013 | Uverworld Documentary The Song                                                                       | JP1 (6 Wo.)JP | Erstveröffentlichung: 17. April 2013     |
| 2013 | King’s Parade Zepp DiverCity 2013.02.28                                                              | JP1 (12 Wo.)JP | Erstveröffentlichung: 6. November 2013   |
| 2014 | Uverworld Video Complete -Act.2-                                                                     | JP3 (17 Wo.)JP | Erstveröffentlichung: 19. März 2014      |
| 2014 | King’s Parade Nippon Budokan 2013.12.26                                                              | JP1 (18 Wo.)JP | Erstveröffentlichung: 24. September 2014 |
| 2015 | Live at Kyocera Dome Osaka 2014.07.05                                                                | JP2 (21 Wo.)JP | Erstveröffentlichung: 15. April 2015     |
| 2015 | King’s Parade at Yokohama Arena 2015.01.10                                                           | JP1 (17 Wo.)JP | Erstveröffentlichung: 30. September 2015 |
| 2016 | Uverworld 15&10 Anniversary Live                                                                     | JP1 (11 Wo.)JP | Erstveröffentlichung: 8. Juni 2016       |
| 2016 | Uverworld Premium Live on Xmas 2015 at Nippon Budokan                                                | JP2 (16 Wo.)JP | Erstveröffentlichung: 2. November 2016   |
| 2018 | Uverworld King’s Parade 2017 Saitama Super Arena                                                     | JP3 (11 Wo.)JP | Erstveröffentlichung: 14. März 2018      |
| 2019 | Uverworld Tycoon Tour at Yokohama Arena 2017.12.21                                                   | JP3 (10 Wo.)JP | Erstveröffentlichung: 16. Januar 2019    |
| 2019 | Uverworld 2018.12.21 Complete Package -Queen’s Party at Nippon Budokan & King’s Parade at Yokohama … | JP2 (12 Wo.)JP | Erstveröffentlichung: 10. Juli 2019      |
| 2019 | Uverworld King’s Parade at Yokohama Arena 2018.12.21                                                 | JP67 (1 Wo.)JP | Erstveröffentlichung: 10. Juli 2019      |
| 2019 | Uverworld Queen’s Party at Nippon Budokan 2018.12.21                                                 | JP84 (1 Wo.)JP | Erstveröffentlichung: 10. Juli 2019      |
| 2020 | King’s Parade (男祭り) Final at Tokyo Dome 2019.12.20                                                | JP3 (18 Wo.)JP | Erstveröffentlichung: 16. September 2020 |
| 2021 | Uverworld Video Complete -Act.3-                                                                     | JP5 (9 Wo.)JP | Erstveröffentlichung: 21. April 2021     |
| 2023 | UVERworld the Live 2022.12.21 at Yokohama Arena (初回生産限定盤)                                     | JP3 (16 Wo.)JP | Erstveröffentlichung: 29. März 2023      |

### Auszeichnungen für Musikverkäufe
Anmerkung: Auszeichnungen in Ländern aus den Charttabellen bzw. Chartboxen sind in ebendiesen zu finden.
| Land/RegionAuszeichnungen für Musikverkäufe (Land/Region, Auszeichnungen, Verkäufe, Quellen) | Gold       | Platin       | Verkäufe  | Quellen        |
| -------------------------------------------------------------------------------------------- | ---------- | ------------ | --------- | -------------- |
| Japan (RIAJ)                                                                                 | 37× Gold37 | 11× Platin11 | 6.250.000 | riaj.or.jp JP2 |
| Insgesamt                                                                                    | 37× Gold37 | 11× Platin11 |           |                |